# Canthylidia moribunda
Canthylidia moribunda är en fjärilsart som beskrevs av Achille Guenée 1852. Canthylidia moribunda ingår i släktet Canthylidia och familjen nattflyn. Inga underarter finns listade i Catalogue of Life.